# 14988 Тріггвасон
14988 Тріггвасон (14988 Tryggvason) — астероїд головного поясу, відкритий 25 жовтня 1997 року.
Тіссеранів параметр щодо Юпітера — 3,142.
Названо на честь канадського інженера та астронавта ісландського походження Б'ярні Тріггвасона (ісл. Bjarni Tryggvason, нар.1945).